# La Rani (Doctor Who)
Pour l’article ayant un titre homophone, voir Rani Chandra.
Pour les articles homonymes, voir Rani.
La Rani est un personnage de fiction joué par Kate O'Mara dans la première série et puis jouées par Anita Dobson et Archie Panjabi pour la nouvelle et troisième série dans la série de science-fiction Doctor Who. Créé par le couple de scénaristes Pip et Jane Baker, c'est une Dame du Temps ("Time Lady" en VO) et une scientifique amorale qui n'hésite pas à utiliser des êtres humains comme sujet de ses expériences. Il est suggéré que le Docteur l'a connue par le passé mais les circonstances de leur rencontre n'ont jamais été élucidées même si on comprend qu'ils ont le même âge.
Tout comme le personnage du Maître, le personnage de Rani fut rapidement destinée à être récurrent dans la série, mais le personnage n'est apparu que dans deux épisodes, The Mark of the Rani et Time and the Rani ainsi que dans un épisode spécial de charité, Dimensions in Time.
Le personnage fait son retour dans la saison 1 de la troisième série, se présentant d'abord sous la forme de l'énigmatique Mrs Flood (Anita Dobson), avant de dévoiler sa véritable identité au cours de la saison 2 suite à sa bigénération avec Archie Panjabi dans l'épisode Le Concours Interstellaire de la Chanson.

## Histoire du personnage

### Saison 22(1985)
Apparaissant pour la première fois en 1985 dans l'épisode du 6e Docteur (Colin Baker) The Mark of the Rani, la Rani est présentée comme une Seigneur du temps et une chimiste de génie au caractère amoral. Elle utilise le résultat de ses expériences à des fins personnelles et n'hésite pas à mettre en esclavage des planètes entières, comme Miasmia Goria afin d'avoir des sujets pour ses expériences. Très intéressée par la biochimie, on apprend qu'elle a été exilée de Gallifrey après que sa souris de laboratoire, atteinte de gigantisme, a avalé le chat du président des Seigneurs du temps. Dans cet épisode le Docteur retrouve la trace de la Rani, ainsi que celle du Maître dans une ville ouvrière du XIXe siècle en prise à la révolution luddiste dans laquelle elle utilise des mineurs venus au bain public afin qu'ils puissent devenir des sujets d'expérimentation. Le scénario suggère qu'elle est venue de nombreuses fois sur Terre effectuant ses expériences lors des crises historiques et que le Docteur et elle se connaissent et ont le même âge. À la fin de l'épisode, la Rani se réfugie dans son TARDIS en compagnie du Maître, mais ils ne comprennent tardivement que le vaisseau a été saboté par le Docteur et que des Tyrannosaurus rex issus de ses expériences, reprennent vie dans le vaisseau.

### Saison 24(1987)
La Rani réapparaît en 1987 dans l'épisode Time and the Rani où elle piège le TARDIS du Docteur dans un tunnel temporel. La force de la turbulence le tue sur le coup, le forçant à se régénérer en 7e Docteur, incarné par Sylvester McCoy. Encore en proie à sa régénération, il subit les effets d'une drogue qui le rend amnésique, injecté par la Rani et il finit par la confondre avec son assistante, Mel (incarnée par Bonnie Langford). La Rani tente d'utiliser le Docteur afin de l'aider à construire une machine à partir du cerveau des plus grands scientifiques de l'univers. Le Docteur réussit à s'apercevoir de sa supercherie et elle est forcée de s'enfuir dans son TARDIS où ses anciens serviteurs, les Tetrapyriarbus, se rebellent contre elle.

### Dimensions in Time(1993)
Elle réapparaît dans l'épisode spécial caritatif célébrant les 30 ans de la série, Dimensions in Time où elle tente de piéger différentes réincarnations du Docteur, ainsi que ses anciens ennemis en les enfermant dans une boucle temporelle. Elle finit par échouer.
Le personnage, toujours interprété par Kate O'Mara ou par Siobhan Redmond, est revenu dans des romans, des bande-dessinées et des pièces audio-phoniques dérivées de la série.

### Saison 1(2023-2024)
Dans le spécial Noël L'église de Ruby Road est introduit le personnage de Mrs Flood qui semble s'embrouiller avec son voisin à cause d'une cabine de police. Ce n'est que plus tard dans l'épisode qu'elle voit le TARDIS du Quinzième Docteur se dématérialiser sous ses yeux. Après une courte discussion avec le Docteur à la fin de l'épisode, elle souhaite bonne chance à Ruby Sunday, nouvelle compagne du Docteur, qui s'en va vers le TARDIS avant se s'adresser aux spectateurs, brisant le 4e mur, et faisant comprendre qu'elle n'était pas qu'une simple voisine.
Elle réapparait quelquefois au cours de la saison mais sans trop de répercussions. Tantôt en tant que voisine curieuse dans 73 Yards ou pour tenir compagnie à Cherry Sunday dans La Légende de Ruby Sunday. Lors de l'attaque de Sutekh dans L'Empire de Mort, Mrs Flood fait comprendre aux spectateurs qu'elle prépare quelque chose en secret. Ce n'est qu'à la fin de l'épisode, où elle s'adresse de nouveau au public, qu'elle raconte que la vie du Docteur est sur le point de finir dans la terreur absolue.

### Saison 2(2024-2025)
Alors que Belinda Chandra, deuxième nouvelle compagne du Docteur, est capturée par des robots dans l'épisode La Révolution des Robots, Mrs Flood se trouve être également sa voisine mais part au plus vite lorsqu'elle aperçoit le Docteur, toujours en s'adressant au public. Elle fait des apparitions récurrentes au cours de la saison, d'un côté pour annoncer que tout prendra fin le 24 mai 2025 dans Lux ou encore pour s'assurer que le Docteur utilise toujours son Vindicateur dans Le Puits. À la fin de l'épisode Jour de chance, elle libère Conrad Clark, un complotiste extrémiste ayant manipulé Ruby dans le but d'atteindre et de détruire UNIT qui s'était fait emprisonner suite à sa défaite face à un Shreek. Elle apparait dans l'épisode Le Moteur à Histoires mais n'est qu'un souvenir dans une histoire autour de Belinda.
Ce n'est que dans l'épisode Le Concours Interstellaire de la Chanson que Mrs Flood révèle son véritable visage. N'étant qu'un visage dans la foule, Mrs Flood regarde le Docteur et Belinda récolter les dernières données pour le Vindicateur qui lui permet d'avoir le maillon manquant sur son appareil. Mais pendant le concours, un Hellion désactive la bulle d'oxygène de la station aspirant tout le monde dans l'espace y compris Mrs Flood. Ce n'est qu'à la fin de l'épisode, lorsqu'elle est la dernière à être réanimée qu'elle explique que son double tronc cérébral de Seigneur du Temps a été congelé trop longtemps, la menant à se bi-générer. Une autre femme apparaît et se présente comme étant « LA » Rani et que sa précédente incarnation (Mrs Flood) n'est plus qu'une Rani. La nouvelle Rani demande les données du Vindicateur et les deux femmes partent pour s'en prendre au Docteur.
Dans Wish World...

## Casting et réception

### Casting
Le personnage fut créé en 1983 par le couple de scénaristes Pip et Jane Baker en pensant à une de leurs connaissances qui est biochimiste et s'imaginant ce qu'il se passerait si les expériences étaient menées sur des êtres humains de façon amorales. Ils s'inspirent aussi d'un article de la revue scientifique New Scientists, traitant des neurotoxines permettant le sommeil et utilisent le mot « Rani » signifiant « reine » en hindi afin de compléter le personnage.
Durant la production de Mark of the Rani en 1984 le personnage devient populaire au sein de la production de la série et le scénariste Robert Holmes est engagé pour écrire un épisode intitulé Yellow Fever and How To Cure It, qui mettrait en scène la Rani, le Maître et les Autons à Singapour. Mais en février 1985, la série est mise en hiatus et l'épisode est abandonné.

### Réception
Le personnage est plusieurs fois considéré par les fans de la série comme une sorte de version féminine du Maître et lors de l'apparition du personnage de Missy dans la saison 8 de la nouvelle série, de nombreuses spéculations faisaient état de son possible retour. Une scène alternative de l'épisode La Nécrosphère suggère qu'il s'agit en réalité d'elle.

## Liste des apparitions

### Épisodes deDoctor Who
- Série classique (1963-1989) :
  - The Mark of the Rani - Saison 22 (1985)
  - Time and the Rani - Saison 24 (1987)
- Dimensions in Time - 30e anniversaire (1993) (non-canon)
- Série moderne (depuis 2023) :
  - Saison 1 (2023-2024) :
    - L'église de Ruby Road - Spécial Noël 2023
    - 73 Yards (Épisode 4)
    - La Légende de Ruby Sunday (Épisode 7)
    - L'Empire de Mort (Épisode 8)

  - Saison 2 (2024-2025) :
    - La Révolution des Robots (Épisode 1)
    - Lux (Épisode 2)
    - Le Puits (Épisode 3)
    - Jour de chance (Épisode 4)
    - Le Moteur à Histoires (Épisode 5)
    - Le Concours Interstellaire de la Chanson (Épisode 6)
    - Le Monde du souhait (Épisode 7)
    - La Guerre de la réalité (Épisode 8)

### Épisodes audios deBig Finish
- 2014 : The Rani Elite[3]
- 2015 : Planet of the Rani[4]